# ICE-Sparpreis
ICE-Sparpreis und ICE-Supersparpreis waren zwischen 1991 und 2002 Fahrkartenangebote im Preissystem der Deutschen Bahn AG. Sie berechtigten zu einer beliebig weiten Hin- und Rückfahrt zum Festpreis im innerdeutschen Schienenverkehr. Das Angebot gab es auch, zu einem günstigeren Preis und ohne ICE-Berechtigung, unter den Namen Sparpreis bzw. Supersparpreis. Im Gegensatz zu den 2020 eingeführten (Super-)Sparpreisen konnten diese Fahrkarten auch kurz vor der Abfahrt ohne Mehrpreis erworben werden, z. B. am Fahrkartenschalter oder Automaten des Abfahrtbahnhofs.

## Geschichte
Das Angebot sollte erstmals die Auslastung der Züge gleichmäßiger über den Wochenverlauf verteilen, war aber ohne Zugbindung und nicht kontingentiert. Jedoch musste zwischen Hin- und Rückfahrt ein Wochenende liegen und der ICE-Supersparpreis wie auch der einfache Supersparpreis galten nicht an Freitagen und Sonntagen wie an weiteren besonderen Tagen, so zum Beispiel nicht an den Oster- und Weihnachtsfeiertagen. Bis zu vier Mitfahrer konnten für den halben Preis mitgenommen werden. Kinder von vier bis einschließlich elf Jahren zahlten jeweils die Hälfte. Ältere Kinder wurden wie Erwachsene behandelt, Kinder bis drei Jahre fuhren umsonst. Der Fahrschein hatte eine Gültigkeit von einem Monat und konnte in diesem Zeitraum beliebig, jedoch nur je für eine Hin- und eine Rückfahrt zum Fahrtziel, genutzt werden. Umwege in Richtung Fahrtziel waren allerdings zugelassen.
Zu Beginn kostete der ICE-Sparpreis 220 DM in der 2. Klasse und 330 DM in der 1. Klasse bzw. der ICE-Supersparpreis 180 DM und 270 DM. Der Sparpreis ohne ICE-Berechtigung kostete 190 DM und 285 DM und der Supersparpreis 140 DM und 210 DM. Damit war der Sparpreis ab etwa 415 km günstiger als der Festpreis, der Supersparpreis bereits ab einer Entfernung von 310 km.
Der Supersparpreis ohne ICE-Berechtigung wurde schon nach kurzer Zeit nicht mehr angeboten und die Preise schnell angehoben. Ab dem 29. Mai 1994 kostete der ICE-Supersparpreis 220 DM bzw. 330 DM, der ICE-Sparpreis 270 DM bzw. 405 DM. Der Preis des Sparpreises blieb unverändert.
Tarifgrundlage war zu Beginn der DPT II Bundesbahn Ia, Preistafel Nr. 5.
Neben der 1992 eingeführten Bahncard 50 war der ICE-Sparpreis bei seiner Einführung für längere Fahrten die hauptsächliche Rabattmöglichkeit für Erwachsene. Zum 14. Februar 1994 wurde zusätzlich das Guten-Abend-Ticket und zum 1. April 1999 ein befristetes ICE-Sonntagmorgen-Ticket für Fahrten am Sonntagmorgen zwischen 5 und 14 Uhr eingeführt. Mit Surf & Rail wurde schließlich ab dem 25. Oktober 1999 exklusiv für den Fernverkehr, insbesondere für ICE-Verbindungen, das erste Online-Ticket bei der Deutschen Bahn angeboten.
Der ICE-Sparpreis wurde im Zuge des neuen Preissystems Mitte Dezember 2002 eingestellt.